# Mary Coughlan
Mary Coughlan (em irlandês: Máire Ní Chochláinn; nascida em 28 de maio de 1965) é uma política irlandesa filiada no Fianna Fáil. Foi Tánaiste e Ministra das Empresas, Comércio e Emprego de maio de 2008 até março de 2011. Foi também Ministra da Agricultura, Pescas e Alimentação e Ministra dos Assuntos Sociais e da Família. Ela é uma Teachta Dála (TD) para Donegal South West desde 1987.